# Партнерство Європейської Групи університетів Аеронавтики та Космосу

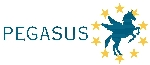
Логотип PEGASUS

Партнерство Європейської Групи університетів Аеронавтики та Космосу (англ. Partnership of a European Group of Aeronautics and Space Universities) (PEGASUS) — це мережа аеронавігаційних університетів Європи, створена для сприяння студентським обмінам і спільним дослідженням між університетами. Його спочатку створила groupement des écoles aéronautiques françaises (група французьких аеронавігаційних великих шкіл) (ENAC, ENSMA та ISAE) у 1998 році.
Європейські виробники, такі як Airbus, мають тісний контакт із мережею PEGASUS.

## Університети-члени
Мережа складається з 25 університетів у 10 країнах:
- Чехія: 
  - Чеський технічний університет
- Франція: 
  - École de l’air et de l’espace
  - Національна школа цивільної авіації (ENAC)
  - École nationale supérieure de mécanique et d'aérotechnique (ENSMA)
  - Institut supérieur de l'aéronautique et de l'espace (ISAE)
  - École supérieure des techniques aéronautiques et de construction automobile (ESTACA)

- Німеччина:
  - Рейнсько-Вестфальський технічний університет Аахена
  - Берлінський технічний університет
  - Брауншвейзький технічний університет
  - Дрезденський технічний університет
  - Штутгартський університет
- Італія:
  - Міланська політехніка
  - Туринський політехнічний університет
  - Неапольський університет імені Фрідріха II
  - Римський університет ла Сап'єнца
  - Пізанський університет
- Нідерланди: 
  - Делфтський технічний університет
- Польща: 
  - Варшавська політехніка
- Португалія: 
  - Instituto Superior Técnico
- Іспанія: 
  - Мадридський технічний університет
  - Політехнічний університет Валенсії
  - Севільський університет
- Швеція: 
  - Королівський технологічний інститут
- Велика Британія: 
  - Кренфілдський університет
  - Бристольський університет
  - Університет Глазго